# Luis Lorenzo Domínguez
Pour les articles homonymes, voir Domínguez.
Luis Lorenzo Domínguez (né le 15 mars 1819 à Buenos Aires et mort le 20 juillet 1898 à Londres) est un homme politique, diplomate, poète et historien argentin. 

## Biographie
Après avoir émigré en Uruguay pendant la dictature de Rosas (1835-1852) il occupa ensuite d'importantes charges administratives et politiques dans son pays. En 1872 il fut même nommé ministre des Finances sous la présidence de Sarmiento et après 1874 il se lança dans la carrière diplomatique, séjournant en tant qu'ambassadeur au Pérou (1874), au Brésil (1875-1882), aux États-Unis (1882-1885), en Espagne (1885-1886) puis au Royaume-Uni (1886-1898).
Dès les années 1830, il se fit connaître comme poète dans son pays, mais c'est surtout dans le journalisme et l'histoire qu'il laissa des traces importantes. En 1842 il collaborait au journal El Correo de Montevideo, puis en 1847 à la rédaction de El Correo del Plata et de retour en Argentine, il fut le rédacteur en chef de El Orden de Buenos Aires. Son œuvre la plus importante est sans doute son Historia Argentina (1868) . Dans cet ouvrage il s'intéresse d'abord aux préliminaires de la conquête, puis à la biographie de Christophe Colomb et d'Amerigo Vespucci, ensuite aux découvertes et colonisations ibériques, aux invasions britanniques dans la région de La Plata et enfin à l'indépendance de son peuple qu'il considère (le peuple de Buenos Aires surtout) comme l'un des initiateurs de l'émancipation continentale. 

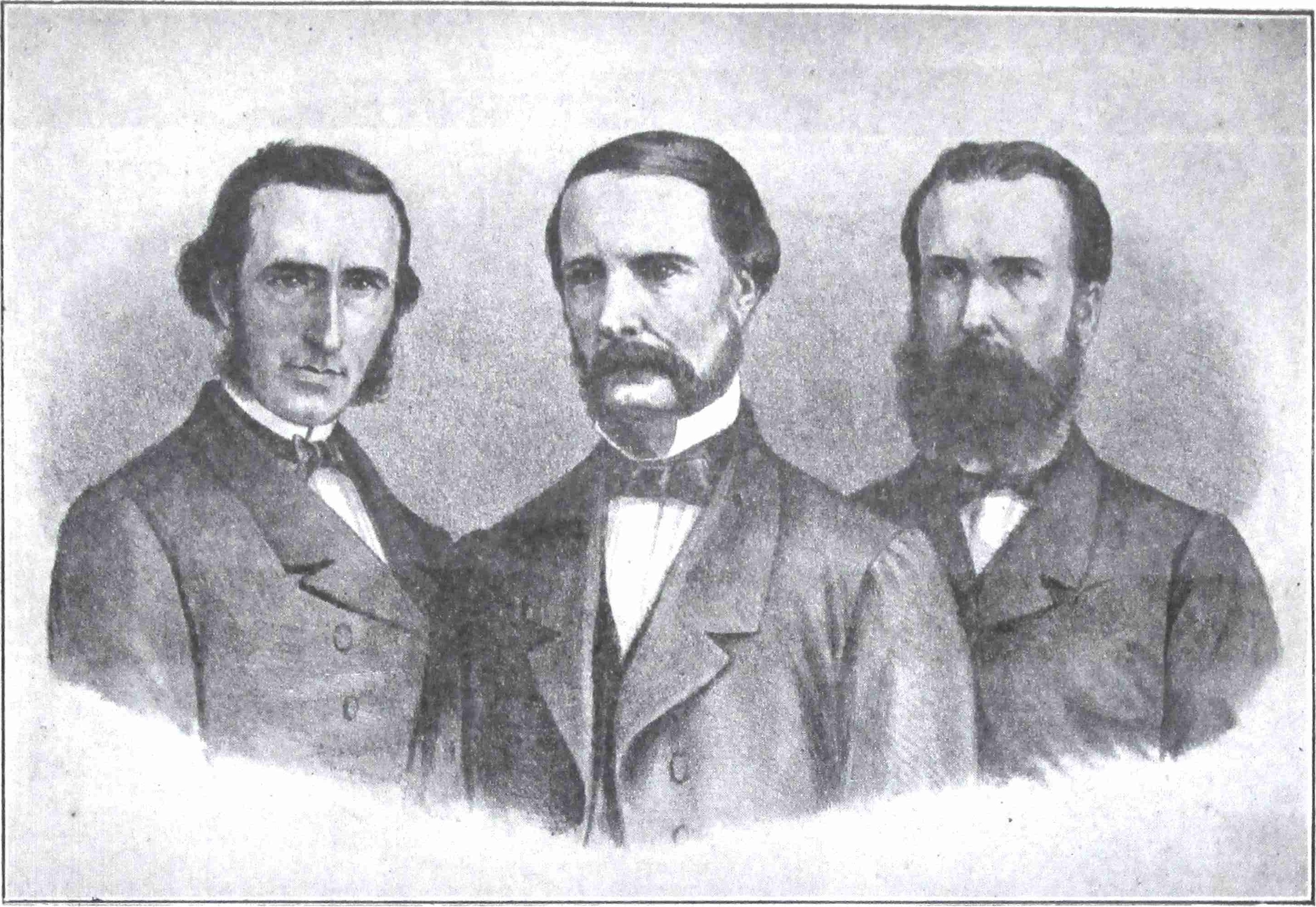
Luis L. Dominguez, Mariano Saavedra et Pablo Cardenas.

En 1892, alors qu'il était ambassadeur au Royaume-Uni, il participa aux célébrations espagnoles du IVe Centenaire de la découverte de l'Amérique (Cf. Enrique Sánchez Albarracín, La convergence hispano-américaniste de 1892 : les rencontres du IVe Centenaire de la découverte de l’Amérique, Paris III) aux côtés d'autre grands diplomates et historiens argentins tels que Vicente Gregorio Quesada (1830-1913), Ángel Justiniano Carranza (1834-1899) et Miguel Cané (1851-1905).